# Carebara striata
Carebara striata (лат.) — вид очень мелких муравьёв рода Carebara из подсемейства Myrmicinae (Formicidae). Эндемик Китая.

## Описание
Мелкие муравьи желтоватого цвета (брюшко желтовато-коричневое). От близких видов (например, от Carebara curvispina) отличается следующими признаками: проподеальные зубчики солдат прямые, первый сегмент брюшка продольно бороздчатый, глаза развиты. Длина тела солдат составляет около 3 мм. Проподеум с выступающими углами. Усики солдат и рабочих 11-члениковые с 2-члениковой булавой. Скапус короткий. Мандибулы с 6 зубцами. Нижнечелюстные щупики состоят из 2 члеников, нижнегубные из 2. Имеют диморфичную касту рабочих с мелкими рабочими и крупными солдатами. Стебелёк между грудкой и брюшком состоит из двух члеников: петиолюса и постпетиолюса (последний четко отделен от брюшка), жало развито, куколки голые (без кокона).

## Систематика
Вид был описан в 2003 году по материалам из Китая китайским энтомологом профессором Ж. Сю (Zhenghui Xu), под первоначальным названием Oligomyrmex striatus  Xu, 2003. Относят к трибе Solenopsidini.